# Моделу (комуна)
Моделу (рум. Modelu) — комуна у повіті Келераш в Румунії. До складу комуни входять такі села (дані про населення за 2002 рік):
- Моделу (7853 особи)
- Раду-Негру (97 осіб)
- Стоєнешть
- Тоня (1854 особи)

Комуна розташована на відстані 105 км на схід від Бухареста, 4 км на схід від Келераші, 99 км на захід від Констанци, 145 км на південь від Галаца.

## Населення
За даними перепису населення 2002 року у комуні проживали 9804 особи.
Національний склад населення комуни:
| Національність   | Кількість осіб | Відсоток |
| ---------------- | -------------- | -------- |
| румуни           | 9153           | 93,4%    |
| цигани           | 647            | 6,6%     |
| росіяни-липовани | 2              | < 0,1%   |
| українці         | 1              | < 0,1%   |
| болгари          | 1              | < 0,1%   |

Рідною мовою назвали:
| Мова       | Кількість осіб | Відсоток |
| ---------- | -------------- | -------- |
| румунська  | 9633           | 98,3%    |
| циганська  | 170            | 1,7%     |
| болгарська | 1              | < 0,1%   |

Склад населення комуни за віросповіданням:
| Релігія       | Кількість осіб | Відсоток |
| ------------- | -------------- | -------- |
| православні   | 9515           | 97,1%    |
| п'ятдесятники | 126            | 1,3%     |
| бретрени      | 77             | 0,8%     |
| адвентисти    | 48             | 0,5%     |
| атеїсти       | 6              | 0,1%     |
| старообрядці  | 5              | 0,1%     |
| баптисти      | 4              | < 0,1%   |
| римо-католики | 1              | < 0,1%   |